# Elke Hergert
Elke Hergert (* 1944) ist eine deutsche Künstlerin. Sie war von 1996 bis 2010 Professorin für Theorie und Praxis der Malerei an der Universität Osnabrück. Sie lebt und arbeitet in Arnis.

## Leben und Werk

### Biografie
Elke Hergert studierte von 1962 bis 1964 an der Freien Akademie der Bildenden Künste in Mannheim, von 1965 bis 1967 an der Staatlichen Zeichenakademie Hanau und von 1967 bis 1968 an der Akademie für Werkkunst und Mode in Berlin. Von 1976 bis 1981 folgte außerdem ein Studium der Kunst und Literaturwissenschaften in Bremen, das sie mit dem 1. und 2. Staatsexamen bis 1983 abschloss.
Von 1984 bis 1996 arbeitete sie als Kuratorin, Museumspädagogin und Leiterin des Museumsateliers im Gerhard-Marcks-Haus in Bremen. Von 1993 bis 1994 hatte sie ihren ersten Lehrauftrag an der Universität Osnabrück, an der sie 1996 zur Professorin für Theorie und Praxis der Malerei berufen wurde. 1999/2000 war sie Ehrengast der Deutschen Akademie Rom Villa Massimo. Im Laufe des Jahres folgten weitere Arbeitsaufenthalte in Rom und Olevano. 2004 bis 2020 führten sie weitere Arbeitsaufenthalte nach Italien und nach Skandinavien.

### Ausstellungen
Einzelausstellungen, Gruppenausstellungen (G)
- 1994  Bremen, Städt. Galerie Buntentor, Katalog
- 1996  Bremen, Museum Gerhard Marcks-Haus, Katalog
- 1999  Osnabrück, Kunsthalle Dominikanerkirche, Katalog
- 1999  Osnabrück, Kunsthandel und Galerie Hörschelmann
- 1999  Bremen, Die Glocke, präsentiert von der Galerie im Winter

- 2001  Hannover, Kunst im Kirchenraum, gefördert von der  Hans Lilje-Stiftung und der Medienzentrale der Evangelischen Landeskirche, Katalog
- 2001  Hannover, Marktkirche, Malerei und Installation Ehlershausen-Burgdorf, Martin-Luther-Kirche, Malerei
- 2001  Celle, Stadtkirche, Malerei und Rauminstallation
- 2001  Göttingen, St. Johanniskirche, Malerei und Rauminstallation
- 2001  Hamburg, Galerie Barbara Vogt
- 2002  Wolfsburg, Die Arche, Malerei und Rauminstallation Hamburg, Galerie Barbara Vogt (G) Oldenburg,  Landesmuseum für Natur und Mensch (G)
- 2003  Ratingen,  Oberschlesisches Landesmuseum
- 2005  Meerbusch, Ev. Kirche Osterrath
- 2006  Osnabrück,  Kulturhistorisches Museum, Katalog Derby, GB, Malerei (G)
- 2007  Bad Iburg,  Landschaftsverband (G)
- 2009  Bremen,  Hafenmuseum Speicher XI
- 2010  Osnabrück, Raum der Kunst, C14
- 2011  Hamburg, Galerie Barbara Vogt, Noir et Gris (G)
- 2013  Hamburg, Galerie Barbara Vogt, Malerei
- 2014–2020 Gangerschild, Galerie Rieck, Sonderausstellungen (G)